# Emilio Sanmarino
Emilio Sanmarino (* 2003) ist ein deutscher ehemaliger Kinderdarsteller.

## Leben
Sanmarino, jüngstes von zwei Geschwistern, besuchte zu Beginn der Dreharbeiten der zehnten Staffel der Kinderserie Die Pfefferkörner, in der er 2013 und 2014 Luis spielte, die vierte Klasse. Der sportliche Schüler eines Gymnasiums betrieb in seiner Freizeit Bouldern, Klettern und Fußball.

## Filmografie
- 2013–2014: Die Pfefferkörner als Luis de Lima Santos
- 2017: Es war einmal Indianerland